# Friktionsdäck

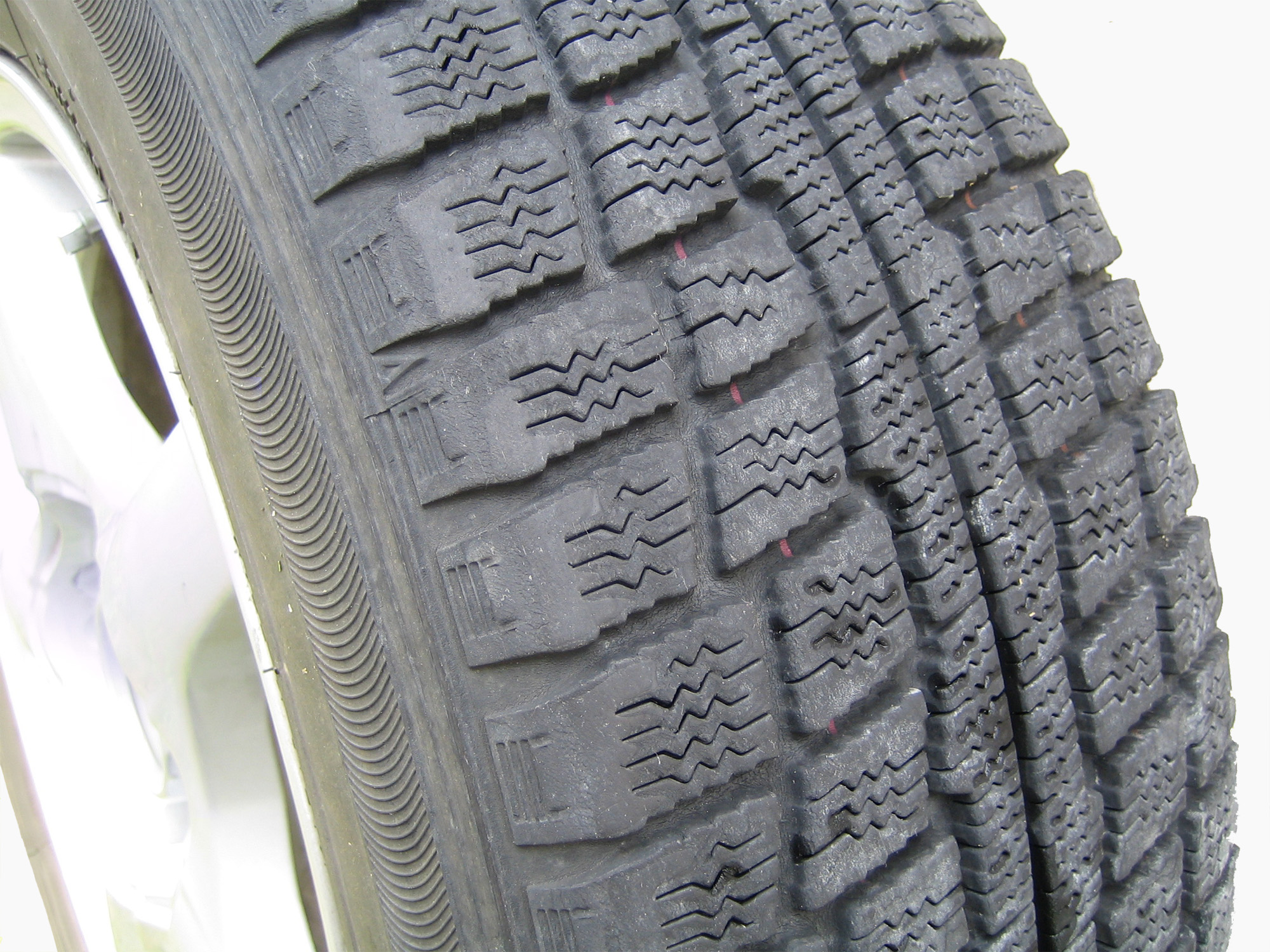
Friktionsdäck som saknar dubbar.

Friktionsdäck är vinterdäck som saknar dubbar. Skillnader jämfört med däck avsedda för användning vid sommarväglag kan vara gummiblandning och mönster särskilt framtagna för vinterkörning.

## Teknik och utveckling
Användningen av gummi med högre friktion ger bättre fäste än det gummi som normalt används i dubbdäck. Detta gummi åstadkommer också större vägslitage, men medför mindre slitage än dubbar.

## Användningsområden
Friktionsdäck kan vara ett lämpligt alternativ till dubbdäck beroende på vilka förutsättninger som gäller och vilka funktioner som prioriteras.
Egenskaperna hos olika fabrikat och modeller av både friktionsdäck och dubbdäck varierar kraftigt men några skillnader mellan friktionsdäck och dubbdäck kan vara:
- Dubbdäck har som regel avsevärt bättre grepp på is, i övrigt väglag är greppet ungefär likvärdigt.
- Det finns i regel ej dubbdäck som är så kallade prestandadäck.
- Friktionsdäck har oftast lägre ljudnivå och rullmotstånd på asfalt.
- Friktionsdäck genererar väldigt små mängder slitagepartiklar och påverkar därmed inte luftkvaliteten negativt på samma sätt som dubbdäck.
- Dubbdäck kan orsaka vissa framkomlighetsproblem i vissa delar i storstäder där det på grund av luftkvalitetsskäl kan vara förbjudet med dubbdäck.
- Dubbdäcks egenskaper kan försämras vid omfattande körning på asfalt på grund av det slitage och den förlust av dubbar som det kan orsaka.

## Svenska regler och bestämmelser
Huvudartikel: Vinterdäck § Sverige
- Det är krav på vinterdäck eller likvärdig utrustning enligt lag från 1 december till 31 mars om vinterväglag råder.
- Dubbade däck är endast tillåtna från 1 oktober till 15 april eller om vinterväglag råder eller förväntas

## Året runt-däck
Ett uttryck som blivit allt vanligare är året runt-däck, vilket är friktionsdäck med sämre vinterväglagsegenskaper än nordiska vinterdäck och lite bättre barmarksegenskaper. Året runt-däck är i regel inte anpassade för vinterväglag och därför ej avsedda för detta ändamål och kan vara direkt olämpliga att använda vid vinterväglag. För att få använda året runt-däck på vintern ska det enligt Trafikverket vara särskilt framtaget för vinterkörning och vara märkt M+S, M.S., M&S, M-S, MS eller 'Mud and Snow'. Däcket ska dessutom vara med i den lista som STRO publicerar årligen. En del åretrunt-däck uppfyller inte detta krav eftersom de kan vara framtagna för andra marknader där det inte finns krav på vinterdäck. Eventuella följder på sommaren kan vara onormalt högt slitage, problematiska köregenskaper och så vidare.

## Dubbdäck säkrare på is, särskilt på bilar utan antisladdsystem
Om man har en äldre bil utan antisladdsystem är det enligt Trafikverket inte lämpligt att använda dubbfria vinterdäck, om man ofta kör på vintervägar. Antisladdsystemet, ESC, minskar risken för sladdolyckor på is och snö. Om man har en äldre bil som saknar antisladd bör man köra med dubbade vinterdäck, om man kör på vinterväglag, det vill säga is och hårt packad snö, större delen av vintersäsongen.